# Hoechst
Hoechst AG (do roku 1974 Farbwerke Hoechst AG, vorm. Meister Lucius & Brüning) byl německý chemický podnik, který stál u zrodu IG Farben.

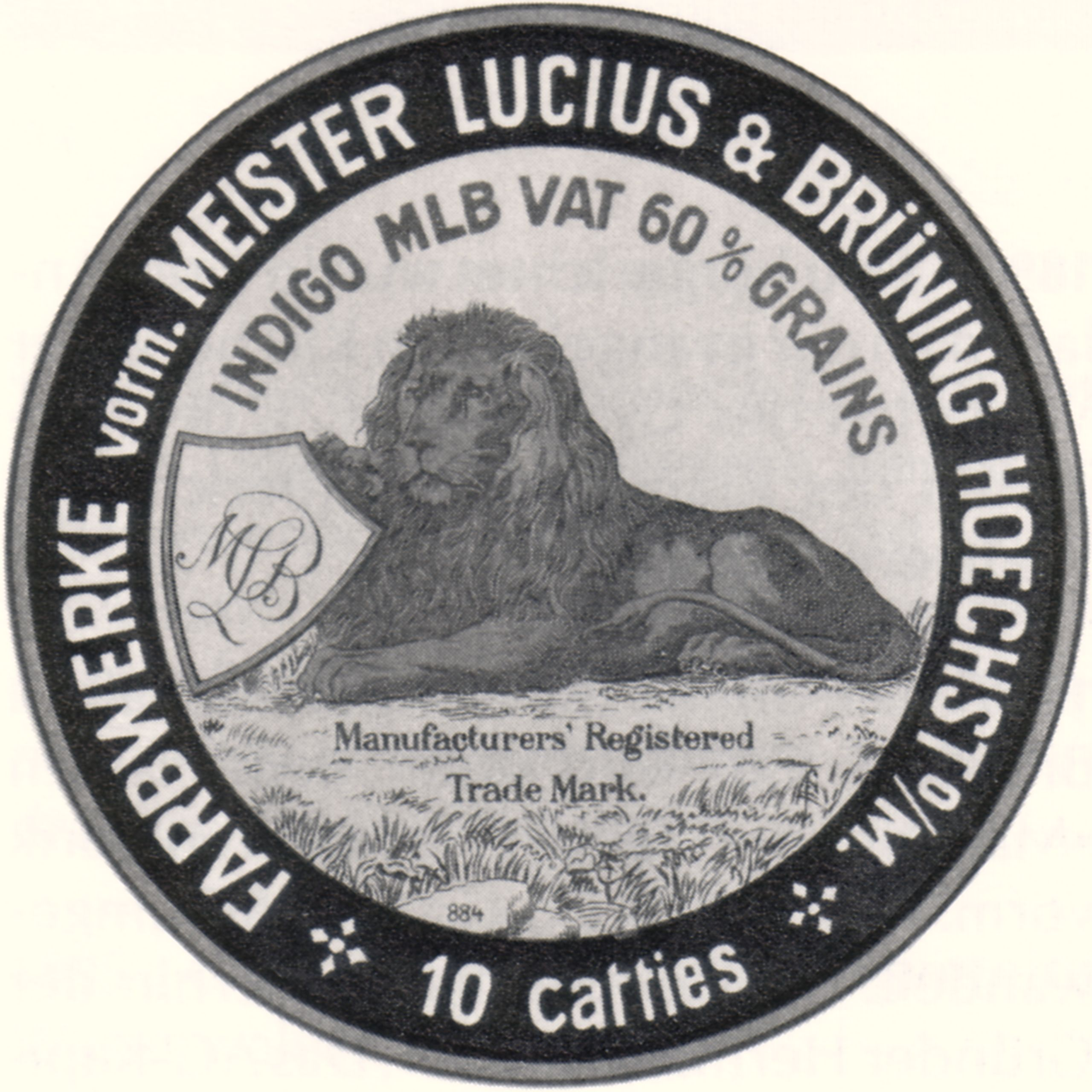
Značka na obalu Indiga z roku 1901

Jednalo se o jednu z mnoha německých chemických firem.
Díky svému podílu na trhu se stala zakládajícím členem spolku IG Farben.
Když se Hoechst spojil s francouzskou společností Rhône-Poulenc Rorer pro vznik firmy Aventis, která byla později koupena společností Sanofi-Synthélabo a vznikla tak firma Sanofi-Aventis.